# Ermida de Santa Ana (Santa Ana)

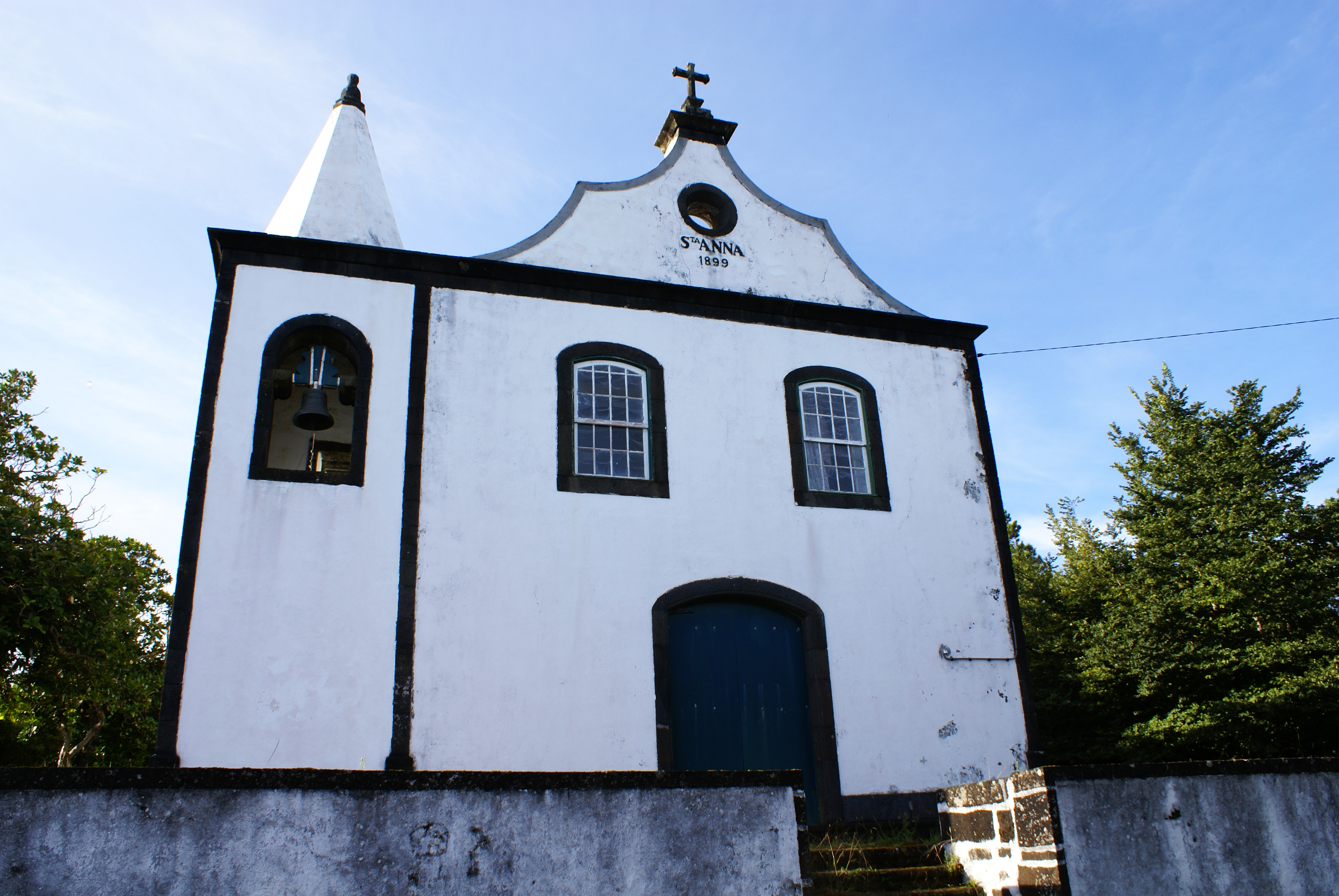
Igreja de Santa Ana, fachada.

A Ermida de Santa Ana é uma ermida açoriana situada no lugar de Santa Ana, um pouco a oeste da freguesia de Santo António, concelho de São Roque do Pico, Ilha do Pico.
O pedido de construção desta ermida data de 1616, no entanto a autorização do bispo de Angra para a sua construção só correu em 1636 depois de ter sido lavrada uma escritura de manutenção com a doação dos prédios.
Seu nome proveio do orago respectivo. Segundo reza a tradição, foi esta ermida dedicada a Sant'Ana por Diogo Soares. É muito antiga, sendo mesmo de crer que é anterior à igreja paroquial de Santo António. No entanto, porque ficava muito distante desta, já no ano de 1871 tinha um padre cura para assistir aos fieis do lugar. E' pelo menos o que nos informa Silveira Macedo, na sua História das quatro Ilhas. Possuía já por essa época a Eucaristia e os Santos Óleos.
Com o tempo, foi a ermida de Sant'Ana considerávelmente alterada, pelo que hoje dela resta, apenas, a capela-mor, pois o corpo restante foi aumentado por volta de 1899 por iniciativa do vigário respectivo Padre José Rodrigues Alberto.
É um templo bonito dispondo de três altares. Na capela-mor encontra-se ao centro uma imagem de Santa Ana, ladeada por várias outras: de São Joaquim, Nossa Senhora de Fátima, Santa Teresinha do Menino Jesus e São João de Brito. Os altares laterais são dedicados: o da direita ao Coração de Jesus, e o da esquerda a Nossa Senhora da Conceição.
A festa local em honra de Sant'Ana decorre todos os anos com muito brilho, constituindo sempre pretexto para grande afluência de romeiros.
A festa da padroeira deste templo realiza-se no penúltimo domingo de Julho de cada ano.